# Valsavarenche
Valsavarenche bezeichnet sowohl ein Hochtal in den Grajischen Alpen als auch die sich über dieses Tal erstreckende italienische Gemeinde in der autonomen Region Aostatal. Die Gemeinde zählt 154 Einwohner (Stand 31. Dezember 2023), liegt auf einer mittleren Höhe von 1540 m s.l.m. und verfügt über eine Fläche von 138 km². Die höchste Erhebung auf dem Gemeindegebiet ist der Gran Paradiso (frz. Grand-Paradis) mit 4061 m.

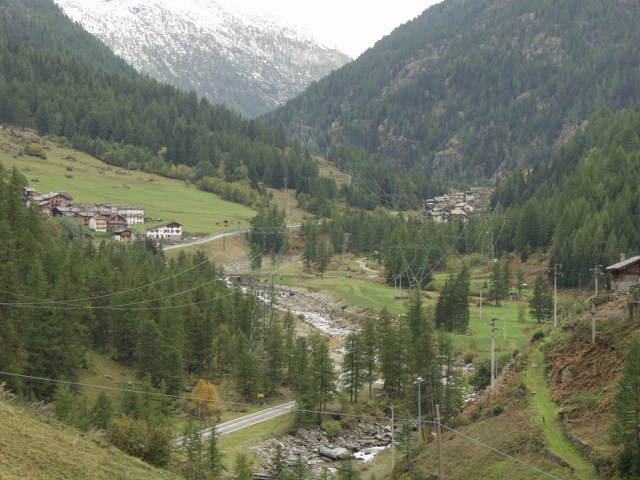
Ort Valsavarenche im gleichnamigen Tal

Valsavarenche besteht aus den Ortsteilen Degioz, Bien, Lunis, Tignet, Eau-Roussex, Pont und Molère. Die Nachbargemeinden heißen Aymavilles, Ceresole Reale (TO), Cogne, Introd, Noasca (TO), Rhêmes-Notre-Dame, Rhêmes-Saint-Georges und Villeneuve.
Die Streugemeinde erstreckt sich entlang der das Valsavarenche, das ein südliches Seitental des Aostatals ist, erschließenden Straße. Sie liegt innerhalb des Nationalparks Gran Paradiso. Valsavarenche ist Ausgangspunkt für die Aufstiege zu den Schutzhütten Rifugio Vittorio Emanuele II, Rifugio Chabod und Rifugio Città di Chivasso.
Während der Zeit des Faschismus trug der Ort zwischen 1939 und 1946 den italianisierten Namen Valsavara, danach bis 1976 den Namen Valsavaranche.